# Beka (gouvernement)
Beka (Arabisch: البقاع, ook gespeld als Bekaa, Beqaa of Beka'a) is een gouvernement in Libanon met een bevolking van 750.000.

## Geografie
Het Beka gouvernement beslaat een oppervlakte van 4.429 km². Beka is het belangrijkste centrum van Libanons landbouw. Het gouvernement is het grootste van Libanon en ligt tussen de Westelijke en Oostelijke Libanese bergen (de Bekavallei). Er stromen drie rivieren door de Beka: de Litani, de Orontes en de Jordaan.

## Klimaat en toerisme
De temperatuur varieert van -10 tot 35 °C door het jaar heen. In Beka regent en sneeuwt het veel in de winter.
De steden Zahleh, Baalbeck, Niha, Anjar, Qab Elias, Kfar Zabad, Karaon Dam, Chtaura en Furzul zijn de belangrijkste toeristenbestemmingen. Het gouvernement Beka ligt op de oude route tussen Libanon, Syrië en de rest van de Arabische wereld. De streek is bekend om haar wijnindustrie, zomerfestivals en keuken.

## Districten
- Zahleh (Zahleh)
- Baalbek (Baalbek)
- Hermel (Hermel)
- Rashaya (Rashaya)
- West Beka (Joub Jannine)

## Steden
- Anjar
- Baalbek
- Kherbet Rouha
- Rayak
- Shmistar
- Zahleh

Akkar · Baalbek-Hermel · Beiroet · Beka · Keserwan-Jbeil · Libanongebergte · Nabatiye · Noord · Zuid